# Agustín Luengo Capilla

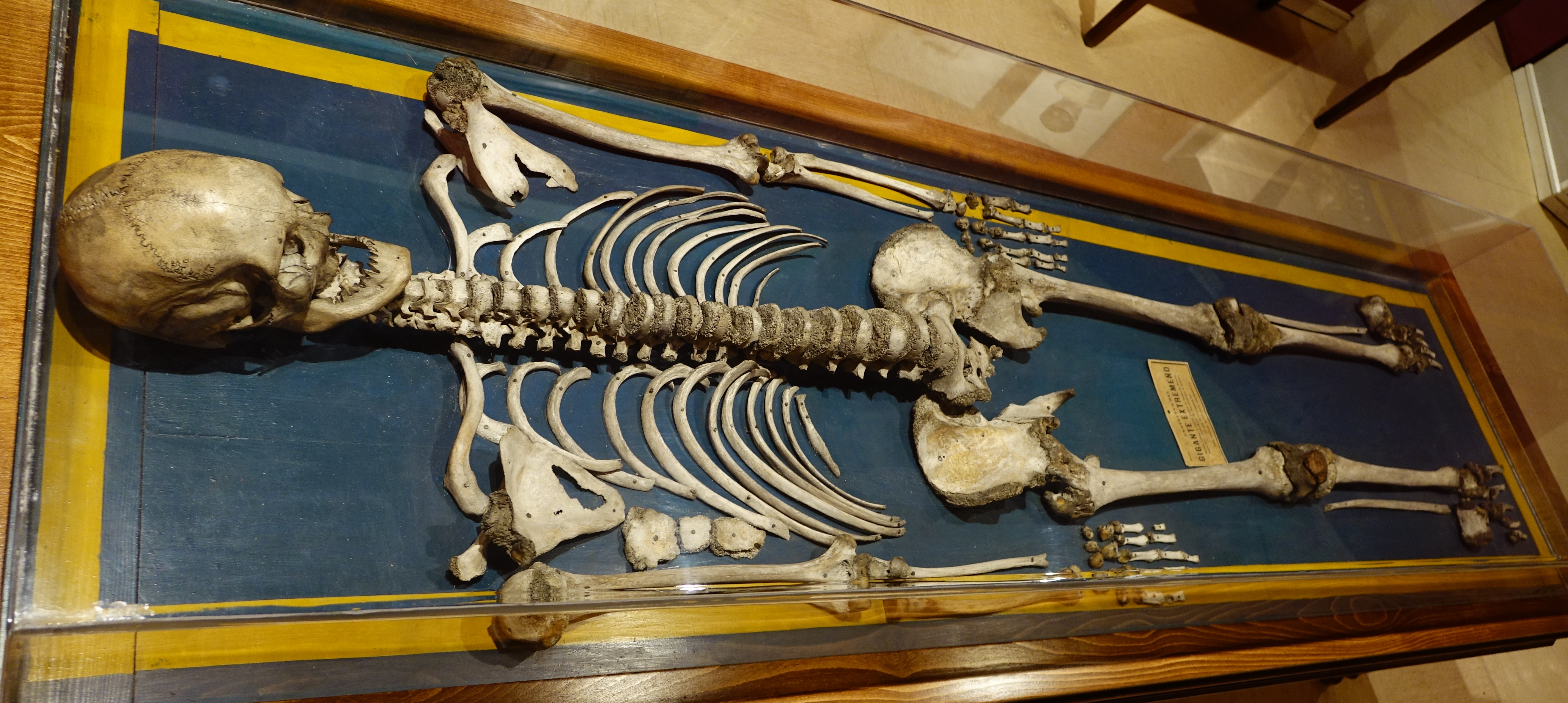
Esqueleto de Agustín Luengo en el Museo Nacional de Antropología

Agustín Luengo Capilla (15 de agosto de 1849 en Puebla de Alcocer - 31 de diciembre de 1875 en Madrid), también conocido como El Gigante Extremeño o El Gigante de la Puebla. Ha sido el segundo español más alto de todos los tiempos hasta el momento, llegando a alcanzar los 2,35 m.

## Biografía
Nació el 15 de agosto de 1849 en la calle Colón en la localidad de Puebla de Alcocer, Badajoz, España. De familia muy humilde, al ser la casa de sus padres de reducidas dimensiones, éstos se vieron obligados a hacer agujeros en las paredes de la casa donde sujetar las tablas de su cama.
De su infancia se sabe que fue un niño muy enfermizo, y que a la edad de 12 años se puso a trabajar en un circo como atracción, exhibiendo sus grandes manos de 40 cm de largo, capaces de ocultar un pan de 1 kg. Allí lo conoció Alfonso XII, quién le regaló un par de botas, de las que actualmente se muestra una de ellas en el museo etnográfico de Puebla de Alcocer, equivalente al número 52.
Por aquella época se estaba montando el Museo Antropológico de Madrid, dirigido en ese momento por Pedro González de Velasco, quién se enteró de la existencia del gigante y contactó con él. Éste le hizo una curiosa propuesta: le ofreció comprarle su cadáver por 2,50 ptas diarias mientras que viviera. A cambio de esto, una vez fallecido, su cadáver quedaría expuesto en el museo antropológico de Madrid. Agustín aceptó la propuesta que se le había hecho y empezó en ese momento a disfrutar de la vida con la seguridad de tener para vivir. Aunque esto no le duró mucho, ya que pronto se le diagnosticó tuberculosis ósea en estado avanzado, y murió el 31 de diciembre de 1875 a la edad de 26 años.

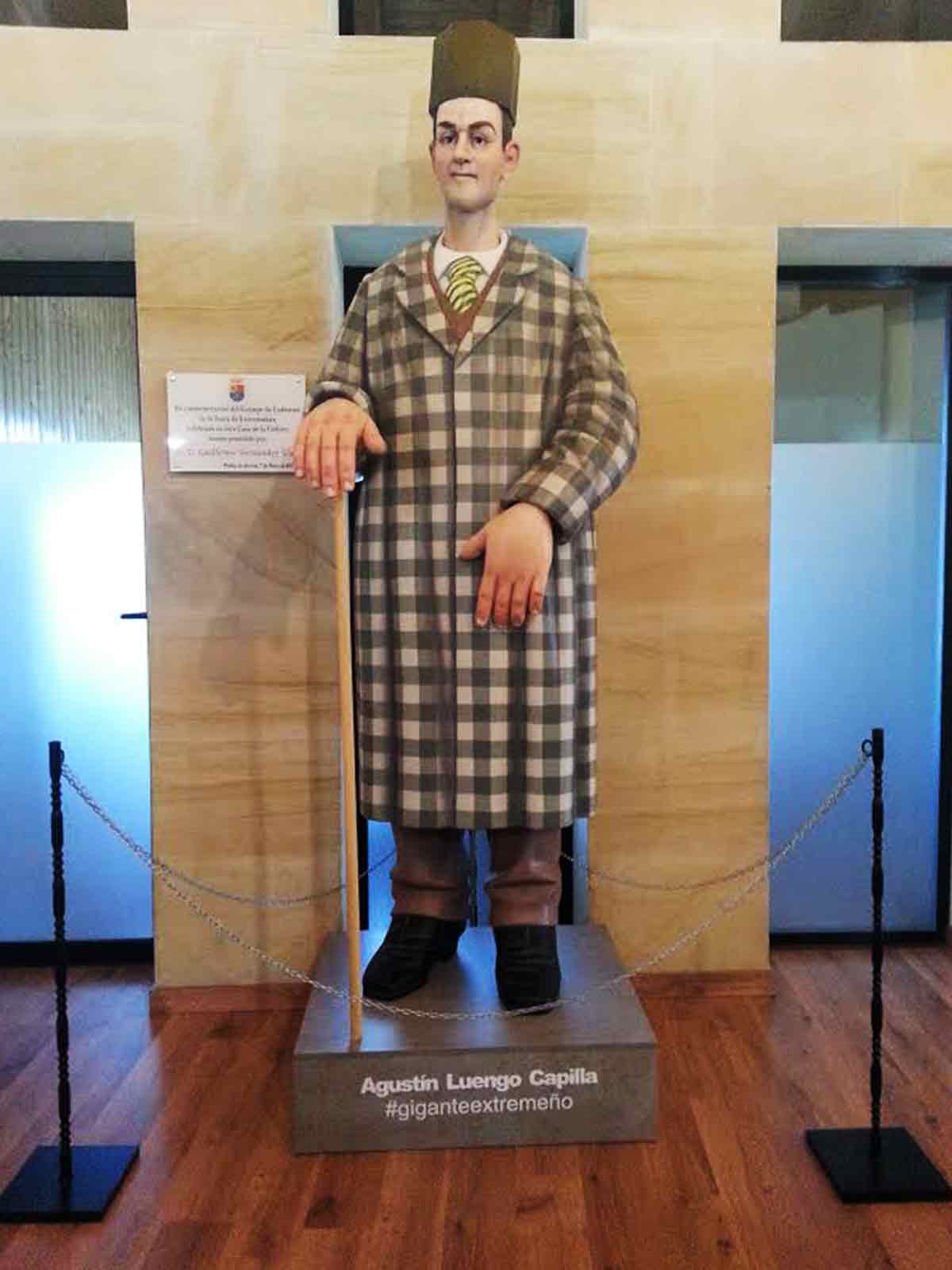
Falla representando al Gigante Extremeño

En la actualidad, se sigue conservando su esqueleto en el Museo Arqueológico Nacional en Madrid.
En su localidad natal se ha habilitado en abril de 2015 un museo temático del Gigante Extremeño, además desde diciembre de 2014 se puede visitar una escultura fallera a tamaño natural del gigante en las dependencias del museo y conocer la leyenda de este gigante de boca de sus descendientes con el vídeo de su historia.